# Irresistible (canción de Fall Out Boy)
"Irresistible" es una canción escrita y grabada por la banda estadounidense de rock Fall Out Boy de su sexto álbum de estudio, American Beauty/American Psycho (2015). Inicialmente lanzado como el segundo sencillo promocional del álbum el 5 de enero de 2015, debutó en el puesto No. 77 en los Estados Unidos y No. 70 en Reino Unido. En febrero de 2015, fue lanzado como tercer sencillo en Reino Unido, y el vídeo musical fue lanzado el 19 de febrero.
El 12 de octubre de 2015, se anunció una nueva versión del sencillo en colaboración con Demi Lovato, que fue lanzado el 16 de octubre. La versión remix con Lovato hizo alcanzar el puesto No. 55 en el Billboard Hot 100 de Estados Unidos . El 30 de octubre, otra versión remix, con la voz de migos y la producción de Zaytoven, fue incluida en el álbum de remezcla "Make America Psycho Again".

## Antecedentes
La canción es la primera del sexto álbum de estudio de Fall Out Boy, American Beauty/American Psycho, y tiene una duración de tres minutos y veintiséis segundos. La canción fue escrita por Fall Out Boy y producido por Butch Walker y Jake Sinclair. El bajista Pete Wentz comparó el estado de ánimo de la canción con una escena en la película biográfica Sid y Nancy. "Cuando pienso en "Irresistible", que trae esta imagen a mi cabeza, ya sea ficticia o real, de Sid y Nancy, en un callejón con basura, lloviendo sobre ellos en un espiral eterno de romance y veneno. A veces es difícil no amar lo que nos puede hacer daño a la mayoría."

## Lanzamiento y rendimiento comercial
La canción fue lanzada en formato de descarga digital promocional el 5 de enero de 2015, 15 días antes de la liberación del álbum el 20 de enero, el día de la liberación llegó a la cima de la lista de descargas en iTunes, que ayudó a debutar en el puesto No. 77 en el Billboard Hot 100 y en No. 70 en la lista de sencillos de Reino Unido. En la publicación del 27 de octubre de 2015, "Irresistible" volvió a entrar al Billboard Hot 100 en el puesto No. 98 después del lanzamiento de un remix del sencillo, con Demi Lovato. Gracias a este remix el sencillo ha llegado hasta este momento al No.55 desde la liberación individual. La canción fue utilizada por la WWE para su evento Extreme Rules PPV y también ofrece spots promocionales para la serie Heroes Reborn.

## Vídeos musicales
El vídeo musical fue lanzado el 19 de febrero de 2015 para acompañar el lanzamiento del sencillo en Reino Unido. Fue dirigido por Scantron y Mel Soria. La edición del vídeo se asemeja a la de una grabación con VHS con la edición de "cursi", que cuenta con los miembros de la banda que desgastan la manera deportiva "embarazosos", ya que desafían a jugadores profesionales de baloncesto en un juego de baloncesto. La banda que lucha está severamente derrotada en el partido. Hay varios momentos en los que los miembros de la banda casi anotan una puntuación, y los miembros del público animan para que ellos sigan, tales como "No está mal Joe" y otras consignas similares. El final del vídeo incluye un clip de la película corta "Bedussey from Clandestine Industries Presents: Release The Bats". El vídeo musical hace referencia a la mano de Patrick Stump que logra anotar y se cortó en el vídeo de "The Phoenix".
El vídeo de la versión remix, contó con Demi Lovato, fue dirigido por Brendan Walter. El vídeo protagonizado por "Doug the Pug" hace referencia a los vídeos anteriores de Fall Out Boy; "Centuries", "Sugar,We're Goin Down", "Dance, Dance", "Uma Thurman" y la versión original de "Irresistible".
Un tercer vídeo fue puesto en libertad el 5 de enero de 2016 para la versión con Lovato. El vídeo hace referencia al vídeo musical de 'N Sync, "It's Gonna Be Me", donde los miembros de la banda son los muñecos en una tienda de juguetes. Los muñecos de Fall Out Boy son rechazados pero forman su propia banda. El vídeo está dirigido por Wayne Isham quien dirigió el vídeo de 'N Sync, y cuenta con cameos de Chris Kirkpatrick y Joey Fatone.

## Lista de canciones
- Descarga Digital

| N.º | Título         | Duración |  |
| 1.  | «Irresistible» | 3:26     |  |

- Remix

| N.º | Título                           | Duración |  |
| 1.  | «Irresistible (con Demi Lovato)» | 3:25     |  |

## Posicionamiento en listas

### Semanales
| País           | Lista                        | Mejor posición |
| -------------- | ---------------------------- | -------------- |
| Australia      | ARIA Top 100 Singles         | 104            |
| Canadá         | Canadian Hot 100             | 82             |
| Canadá         | Canadian Digital Songs       | 34             |
| Eslovaquia     | Singles Digital - Top 100    | 94             |
| Estados Unidos | Billboard Hot 100            | 48             |
| Estados Unidos | Digital Songs                | 35             |
| Estados Unidos | Rock Streaming Songs         | 14             |
| Estados Unidos | Pop Songs                    | 23             |
| Estados Unidos | Adult Pop Songs              | 22             |
| Estados Unidos | Rock Digital Songs           | 3              |
| Estados Unidos | Hot Rock Songs               | 6              |
| Estados Unidos | Billboard Twitter Top Tracks | 8              |
| Reino Unido    | UK Singles Chart             | 70             |
| Reino Unido    | UK Rock and Metal            | 1              |

### Anuales
| País           | Lista          | Mejor posición |
| -------------- | -------------- | -------------- |
| Estados Unidos | Hot Rock Songs | 25             |

### Certificaciones
| País           | Organismo certificador | Certificación | Ventas certificadas | Ref.   |
| -------------- | ---------------------- | ------------- | ------------------- | ------ |
| Estados Unidos | RIAA                   | Platino       | 1 000 000           | [ 1 ]  |
| Reino Unido    | BPI                    | Plata         | 200 000             | [ 29 ] |

## Historial de lanzamientos

### Sencillo promocional
| País | Fecha de lanzamiento | Formato          | Discográfica |
| ---- | -------------------- | ---------------- | ------------ |
|      | 5 de enero de 2015   | Descarga digital | Island DCD2  |

### Sencillo oficial
| País           | Fecha de lanzamiento  | Formato                                      | Discográfica    | Notas           |
| -------------- | --------------------- | -------------------------------------------- | --------------- | --------------- |
| Reino Unido    | 19 de febrero de 2015 | Contemporary hit radio                       | Island          |                 |
| Estados Unidos | 16 de octubre de 2015 | Descarga digital alternative radio Pop radio | Island Republic | Con Demi Lovato |